# 糖萝卜
糖萝卜（学名：Beta vulgaris var. saccharifera）为藜科甜菜属下的一个变种。

## 扩展阅读
- 維基物種上的相關：糖萝卜